# Hans-Wilhelm Knobloch
Hans-Wilhelm Knobloch (Schmalkalden, 18 de março de 1927 – 10 de julho de 2019) foi um matemático alemão, professor de matemática da Universidade de Würzburgo.
Obteve um doutorado em 1950 na Universidade Humboldt de Berlim, orientado por Helmut Hasse, com a tese Über galoissche Algebren.
Foi palestrante convidado do Congresso Internacional de Matemáticos em Varsóvia (1983).